# Veu (polifonia)
En la música occidental, i més precisament en l'àmbit de la polifonia o de l'harmonia, una veu (o part musical) designa una de les parts melòdiques que constitueixen una composició musical. Així doncs una veu és una línia melòdica destinada a ser interpretada vocal o instrumentalment, que sona simultàniament amb altres parts interpretades per un o més músics.

## Nomenclatura

Registre o àmbit de soprano marcat sobre un teclat de piano

Registre o àmbit de contralt marcat sobre un teclat de piano

Registre o àmbit de tenor marcat sobre un teclat de piano

Registre o àmbit de baix marcat sobre un teclat de piano

En el conjunt polifònic, les diferents veus són numerades des de l'agut cap al greu. Per exemple, en un cor a tres veus, la primera veut serà la veu més aguda, la segona, la veu intermèdia, i la tercera, la veu greu.
En la música escrita a 4 veus, s'acostuma a anomenar a les diferents parts amb el nom propi de la música vocal, és a dir, soprano a la primera veu, contralt o alto a la segona, tenor a la tercera i baix a la quarta veu.
Una veu destinada a ser interpretada per un sol instrument o cantant s'anomena "solo" (exemple: un solo de clarinet, un solo de baríton. Una veu destinada a ser interpretada per un grup d'instruments o cantants del mateix tipus s'anomena "corda" (exemple: la corda de contralts, la corda de violes)

## Les veus segons la seva funció
En un conjunt polifònic es distingeixen les veus extremes i les veus intermèdies. Les veus extremes són: la veu superior, habitualment anomenada melodia o cant i la veu inferior, habitualment anomenada baix. En el que concerneix les veus intermèdies, no n'hi ha cap, evidentment, quan el conjunt musical és escrit a dues veus, n'hi ha una de sola quan aquest conjunt és escrit a tres veus, i algunes, quan el conjunt és escrit a quatre veus o més. A vegades a aquestes veus intermèdies se les anomena veus d'acompanyament.
Sent la nota superior d'un acord la més fàcil de percebre, el cant - és a dir la melodia principal - és molt sovint confiat a la veu superior (el primer violí en un quartet de corda, el primer tenor en un quartet de veus d'homes, etcètera). Això però no és sistemàtic: el cant pot ser confiat a una veu intermèdia, mentre que les altres veus - superiors o inferiors - prendran llavors la funció d'acompanyament. En canvi pel que fa al baix, si alguna veu pren aquesta funció, sempre serà la veu més greu.
La divisió de funcions entre les veus no sempre es dona, ja que en la textura polifònica, per exemple, les diferents parts de la polifonia solen tenir una funció melòdica molt similar.